# 鈴木文治
鈴木 文治（すずき ぶんじ、男性、1885年（明治18年）9月4日 - 1946年（昭和21年）3月12日）は、大正から昭和期の政治家、労働運動家。友愛会創始者。日本の労働運動の草分け的存在といわれる。

## 来歴・人物
宮城県栗原郡金成村（現・栗原市）の旧家鈴木益治の長男として生まれる。10歳の頃に父親とともにキリスト教に入信。宮城県尋常中学校志田郡立分校（現・宮城県古川高等学校）を卒業後、旧制山口高等学校に入学。中学卒業前後に家業が傾き、高校時代苦学するなかで、在野のキリスト教伝道師本間俊平の影響により、社会問題に目覚めていく。東京帝国大学法科大学政治学科に入学後は、同郷の先輩である吉野作造とともに、海老名弾正率いる組合派の本郷教会に所属する。同教会の自由主義的な空気に感化され、また大学では社会政策学者桑田熊蔵の社会改良主義に共鳴し、社会運動家への志望を固めていった。吉野作造の活動を陰で支え続けたのも鈴木である。
1909年東大卒業後、秀英舎（現在の大日本印刷）を経て、1910年東京朝日新聞に入社。貧民問題の取材に取り組む。1911年ユニテリアン派の統一基督教弘道会（会長安部磯雄）に幹事として就職。「労働者講話会」等の社会事業に携わる。そして1912年、労働者の地位向上を目指して、14名の賛同者とともに友愛会を発足させた。大逆事件等、官憲による社会運動への圧迫を踏まえ、友誼的な共済・研究団体としてスタートさせ、また大学教授や実業家を顧問に加えて世間の信用を得るなど周到な手を打った。鈴木は「労働者の人格の尊重」を訴えながら、労働争議の調停や啓蒙活動に取り組んでいった。
1915年・1916年の両年渡米して米国の労働組合事情を学び、また麻生久ら急進的な若手書記の影響もあり、次第に団結権、ストライキを主張するようになり、労働組合化を推し進めていった。1919年には大日本労働総同盟友愛会と改称。また同年、協調会（政府・財界主導型の労使協調団体）への参加を拒絶するなど、体制に対して対決的な姿勢を見せ始めた。
1921年にはさらに日本労働総同盟と改称。1920年代以降は実権を松岡駒吉・西尾末広らに譲り、国際労働機関(ILO)総会出席等の国際活動や、普通選挙運動に比重を移していった。1926年、社会民衆党の結成に参加し中央執行委員となる。1928年、第1回目の男子普通選挙となる第16回衆議院議員総選挙に、総同盟の拠点である旧大阪4区から立候補し当選。日本初の無産政党議員8名の一人となる。1930年落選後、1936年・1937年と社会大衆党公認で旧東京6区から当選した。
1940年、反軍演説を行った民政党代議士斎藤隆夫の除名問題で、党議に反して採決に対し棄権すると、書記長麻生久の支配下にあった中央執行委員会により、党首の安部磯雄、西尾末広、片山哲、水谷長三郎らとともに除名処分となった。戦時中は憲兵隊の監視下におかれながら、鎌倉市の自宅近くの鎌倉教会長老として奉仕活動を行った。
1946年3月12日、戦後初の総選挙に日本社会党から立候補の届出を行った翌日に、心臓喘息により仙台市で急逝した。60歳。
総同盟会長時代は内部融和を願うあまり、時に優柔不断と評されることもあったが、育ちの良さからくる大らかな人柄で、松岡駒吉、西尾末広、麻生久、賀川豊彦、野坂参三ら多彩な人材をまとめ上げ、日本に労働運動を定着させた。
「弱き者の味方として自ら訴ふる能はざる者のために訴へ、自ら告ぐる能はざる者のために告ぐ」という言葉を残している。
吉野作造と共に近代日本巨人の一人に選ばれている。

## 関連文献
- 吉田千代著『評伝 鈴木文治』（1988年、日本評論社）(ISBN 4818802328)